# Cahul
Cahul (russisch Кагул, „Kagul“, und Кахул, „Kachul“), auch Kagul, ist die Hauptstadt des gleichnamigen Rajon im Südwesten der Republik Moldau nahe der rumänischen Grenze. Die drittgrößte Stadt des Landes (ohne Transnistrien) hat etwa 39.600 Einwohner nach einer Berechnung zum 1. Januar 2014. Das wirtschaftliche, kulturelle und administrative Zentrum Südmoldaus ist eine Universitätsstadt und ein bekannter Kurort. Unter den Nahrungsmittel verarbeitenden Betrieben steht die Weinproduktion an erster Stelle.

## Lage
Cahul liegt 174 Kilometer südlich der Landeshauptstadt Chișinău. Ein Teilstück der Europastraße 584 verbindet Chișinău mit der rumänischen Stadt Galați über Comrat, Vulcănești und dem Grenzort Giurgiulești im äußersten Süden Moldaus. Comrat ist die Hauptstadt der autonomen Region Gagausien, die im Osten an den Rajon Cahul anschließt. Südlich von Congaz zweigt von der E584 die 38 Kilometer lange Nebenstraße R38 westwärts nach Cahul ab. Die Stadt liegt 7 Kilometer vom Grenzfluss Prut entfernt. Eine Brücke führt dort über den Fluss zum rumänischen Grenzort Oancea. Die Verbindung Cahul–Oancea ist einer der sechs Straßenübergänge (Stand 2010) zwischen Rumänien und Moldau. Seit 2007 können Rumänen visafrei nach Moldau und seit April 2014 auch Moldauer visafrei in die EU nach Rumänien einreisen, wodurch die Mobilität der moldauischen Bevölkerung in der Grenzregion erhöht wurde, was unter anderem den Verkauf von Obst und Gemüse über die Grenze nach Rumänien erleichtert.
Auf der R34, die auf moldauischer Seite parallel zum Prut verläuft, sind es von Cahul 40 Kilometer nach Süden bis Giurgiulești und gut 65 Kilometer nach Norden bis zur nächsten Kleinstadt Leova. Die R38 führt 33 Kilometer Richtung Südosten nach Vulcănești. Durch eine Stichbahn, die in Cantemir von der 1917 fertiggestellten, west-östlich verlaufenden Hauptstrecke zwischen Bârlad in Rumänien und Basarabeasca an der ukrainischen Grenze nach Süden abzweigt, erhielt Cahul 1979 Anschluss an den Eisenbahnverkehr mit einer Verbindung in die Hauptstadt. Der ab 1996 gebaute Flughafen von Cahul (Aeroportul Internațional Cahul), acht Kilometer südöstlich der Stadt, ist wegen Lizenzproblemen nicht in Betrieb.

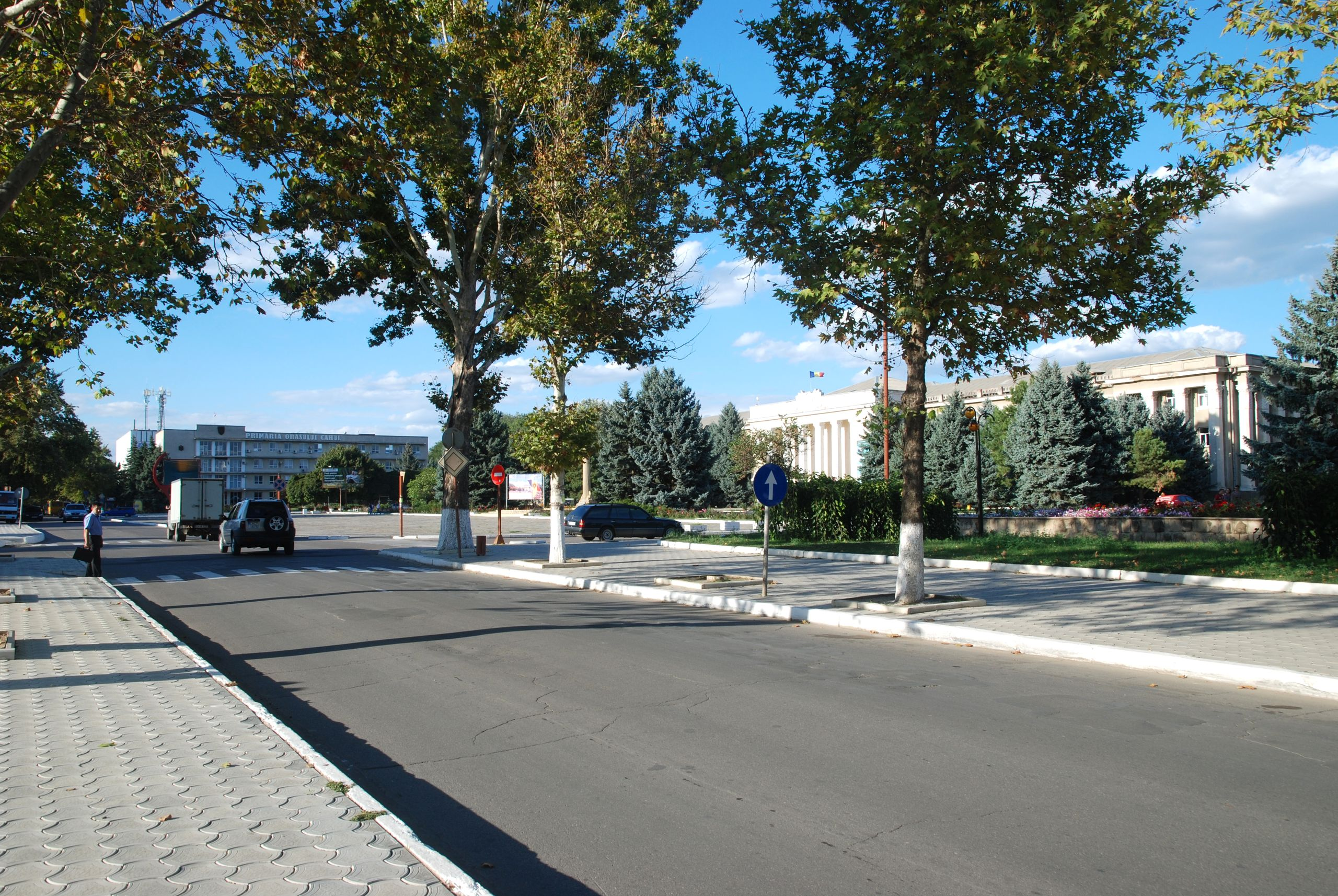
Hauptstraße Calea Republicii vom zentralen Platz (Piața Independenței) nach Norden. Rechts die B.-P.-Hasdeu-Universität

Der Name der Stadt ist vom Cahul übernommen, einem 39 Kilometer langen Fluss, der durch Vulcănești nach Süden in den Kahul-See fließt. Dieser 90 Quadratkilometer große See liegt südöstlich von Giurgiulești auf ukrainischer Seite. Er grenzt an den Kilija-Arm, den nördlichsten Mündungsarm der Donau. Südmoldau ist eine flachwellige Steppenregion mit Hügeln um 200 Meter Höhe und durchschnittlichen Jahresniederschlägen weniger als 400 Millimeter. Auf den Feldern werden wie im ganzen Land hauptsächlich Weizen, Mais und Sonnenblumen angepflanzt. Die Region Cahul gehört nach Angaben von 2012 mit 12.400 Hektar zu den größten Sonnenblumenanbaugebieten Moldaus. Cahul heißt die südliche Weinbauregion des Landes. Die Winzer produzieren Rotweine und süße Dessertweine, die sie wie vor der Unabhängigkeit von der Sowjetunion 1991 hauptsächlich nach Russland exportieren.
Die Stadt gehört ferner zur länderübergreifenden, 1998 nach wirtschaftspolitischen Gesichtspunkten eingeteilten Europaregion Dunărea de Jos („Untere Donau“), die sich entlang der nordwestlichen Schwarzmeerküste von den rumänischen Kreisen (județe) Brăila, Galați und Tulcea über Cahul bis zur ukrainischen Oblast Odessa erstreckt. Nördlich davon schließt sich die im Jahr 2000 gegründete Europaregion Siret–Prut–Nistru (Oberer Prut) an.
Die Sumpfgebiete am Unterlauf des Prut zwischen Cahul und Giurgiulești sind seit Juni 2000 zu einem rund 19.000 Hektar großen Ramsar-Schutzgebiet erklärt. Hierzu gehören die beiden größten natürlichen Seen Moldaus, der Manta-See wenige Kilometer südlich von Cahul beim gleichnamigen Dorf und der Beleu-See nördlich von Giurgiulești. An ihren Ufern leben 39 Säugetierarten, 203 Vogelarten, 41 Fischarten, 9 verschiedene Amphibien und 5 Reptilien. Das durchschnittlich 21 Quadratkilometer große Manta-Seengebiet ist maximal 1,5 Meter tief. Verschilfte Uferbereiche und auf dem Wasser treibende Schilfinseln, die einen großen Teil der Wasseroberfläche bedecken, sind ein Brutgebiet für Vögel. Das durch die Verschilfung in kleinere Seen aufgeteilte Feuchtgebiet wird am Nordende von einem Kanal aus dem Prut gespeist, der Abfluss ist ein zweiter Kanal im Süden. Der künstlich angelegte Fischteich von Cahul wird ebenfalls aus dem Prut durch Pumpen mit Wasser versorgt, wodurch die dem Manta-See zugedachte Wassermenge reduziert wird. Falls, wie es bei einer Untersuchung 2005 der Fall war, kein Wasser aus dem Prut in den Fischteich gepumpt wird, erreicht dieser bei hohem Wasserstand mit einer Fläche von 270 Hektar lediglich 30 Zentimeter Tiefe. In der übrigen Jahreszeit fällt der See trocken und bildet eine Grassenke, die als Weideland genutzt wird.

## Geschichte

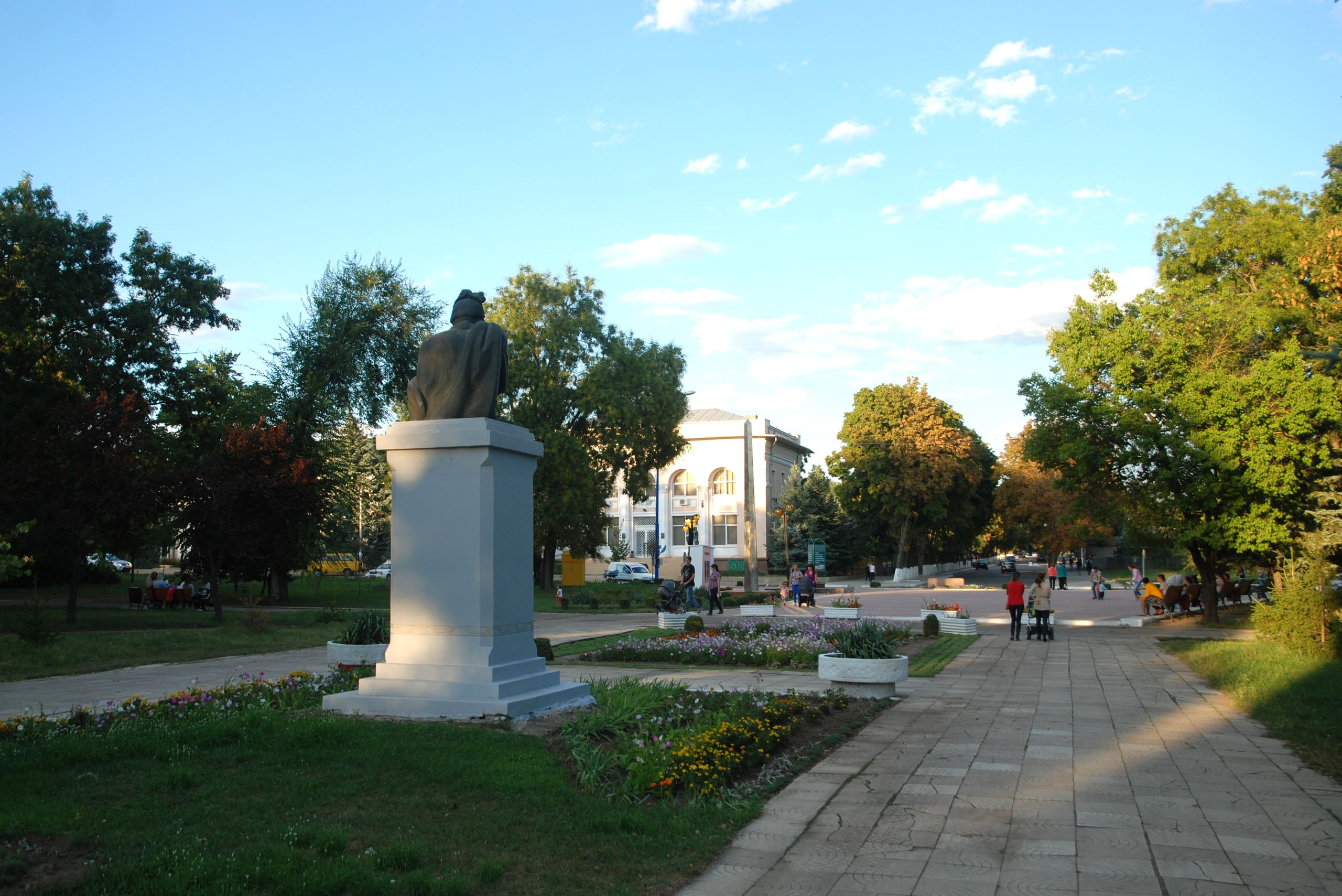
Vom Stadtpark nach Osten entlang des Bulevardul Victoriei. Rückseite der Büste von Ioan cel Viteaz

Archäologische Funde belegen eine Besiedlung in der Bronzezeit (15. bis 13. Jahrhundert v. Chr.) und die Existenz eines Dorfes im 4. Jahrhundert v. Chr. Ein Ort an dieser Stelle wurde erstmals in einem Dokument der Fürstenverwaltung vom 2. Juli 1502 unter dem Namen Șcheia erwähnt, als das Fürstentum Moldau unter Ștefan cel Mare (reg. 1457–1504) in seiner Blüte stand. Um 1512 wurde das Fürstentum gegenüber dem Osmanischen Reich tributpflichtig; der heutige Süden Moldaus ging 1538 vollständig an die Osmanen verloren. Ab 1700 siedelten sich die ersten Russen in der Moldau an. Im Russisch-Türkischen Krieg von 1768 bis 1774 war die Schlacht von Cahul im Sommer 1770 ein zentrales Ereignis, bei dem die russische Armee siegreich hervorging. Die Schlacht, in der 17.000 russische Soldaten eine angeblich bis zu 150.000 Mann starke osmanische Armee in die Flucht trieben, wurde am Cahul-Fluss in der Nähe der heutigen Stadt ausgetragen. Im Mai 1812 wurde bei Friedensverhandlungen in Bukarest zwischen dem osmanischen Sultan und dem russischen Zaren der östliche Teil der Moldau, also das Gebiet Bessarabien, an das Russische Kaiserreich übertragen. Ab 1814 wanderten viele Deutsche in die Budschak genannte Steppenregion im südlichen Bessarabien aus, die heute zum großen Teil zur Ukraine gehört. Das Dorf, das zuvor Frumoasa (von frumos, „schön“) hieß, erhielt 1835 auf Anordnung des Zaren Nikolai I. zur Erinnerung an die Schlacht den neuen Namen Cahul (Umschrift des kyrillischen Alphabets Kagul) und den Status eines Verwaltungszentrums. Dieser Name stammt von dem turko-tatarischen Wort kabul, „Vereinbarung“. Der russische Gouverneur von Bessarabien, Pavel Feodorov, ließ ab 1838 die neue Stadt Cahul erbauen. 1845 war der erste Stadtentwicklungsplan genehmigt, der die Anlage von befestigten Straßen, Märkten und den Bau von Steinhäusern vorsah. Im Jahr 1854 gelangte die Stadt in den Besitz von Dimitrie Caravasile, eines Händlers aus Ismajil (heute Ukraine). In der zweiten Hälfte des 19. Jahrhunderts war Cahul ein regionales Wirtschaftszentrum, in dem an zwei Tagen pro Woche ein Markt abgehalten wurde. Die Stadt war ein bedeutender Umschlagort für Waren, die über den Prut ausgetauscht wurden.
Cahul war neben Ismail und Bolgrad einer der drei Verwaltungsbezirke im südlichen Bessarabien. Mit dem Kongress von Paris 1856, mit dem der Krimkrieg beendet wurde, kamen die drei Bezirke Bessarabiens zum Fürstentum Moldau, obwohl hier die wenigsten Rumänen lebten. Die Herrschaft über Bessarabien wechselte bis zum Ende des Zweiten Weltkrieges mehrfach zwischen Russland und Rumänien, das 1859 aus der Vereinigung der Fürstentümer Moldau und Walachei als Staat entstanden war. Beim Berliner Kongress 1878 erhielt Rumänien die volle Unabhängigkeit vom Osmanischen Reich und musste dafür das südliche Bessarabien wieder an Russland abtreten. Zwischen den Weltkriegen gehörte Bessarabien zu Großrumänien und von Ende Juni 1940 bis Ende Juni 1941 für ein Jahr zur Moldauischen SSR. Im Juli 1941 eroberten rumänische und deutsche Truppen Bessarabien. Damit begann die systematische Verfolgung, Vertreibung und Ermordung der Juden. Im Herbst 1941 waren zwischen 70.000 und 80.000 Juden in Lagern und Ghettos in Bessarabien und der Bukowina eingesperrt. Die größten Lager hatten 10.000 und mehr Insassen. Das Lager von Cahul mit 500 Juden gehörte zu den kleinsten. Im August 1944 kehrten die sowjetischen Truppen zurück und restaurierten die Moldauische SSR, aus der 1991 das unabhängige Moldau entstand.
Im Jahr 1999 wurde Cahul zur Hauptstadt eines Landkreises (județ), der Cantemir im Norden einschloss. Seit der Verwaltungsreform 2003 besteht der kleinere Verwaltungsbezirk (raion) Cahul. Die städtische Bevölkerung wuchs von 16.068 im Jahr 1959 auf 26.572 im Jahr 1970, auf 32.695 im Jahr 1979 und bis auf 42.624 im Jahr 1989 und sank infolge der Wirtschaftskrise und einer Auswanderungswelle nach der Unabhängigkeit auf 35.488 Einwohner im Jahr 2004 herab. Davon bezeichneten sich 21.181 als Moldauer (rund 50 Prozent), 6.071 als Russen (14 Prozent), 3.981 als Ukrainer (9 Prozent), 2.366 als Bulgaren, 1.157 als Gagausen, 272 als Rumänen, 39 als Juden, 23 als Roma und 20 als Polen. Der Anteil an Ukrainern und Russen ist im südlichen Moldau allgemein geringer als im Norden. Im Unterschied zu anderen moldauischen Städten nimmt die Einwohnerzahl seitdem wieder zu und wird für 2014 mit 39.600 angegeben.
Im Jahr 1999 wurde eine Zweigstelle der rumänischen Dunărea-de-Jos-Universität Galați in Cahul eröffnet, die wenig später aufgrund von politischen Spannungen zwischen beiden Länder geschlossen wurde. Ende 2010 nahm die Bogdan-Petriceicu-Hasdeu-Universität in Cahul ihren Betrieb wieder auf. Um die Beziehungen zum Nachbarland Rumänien zu verbessern, beschloss die politische Führung beider Länder im Juli 2008, in Cahul ein rumänisches und in Iași ein moldauisches Konsulat zu eröffnen.

## Stadtbild

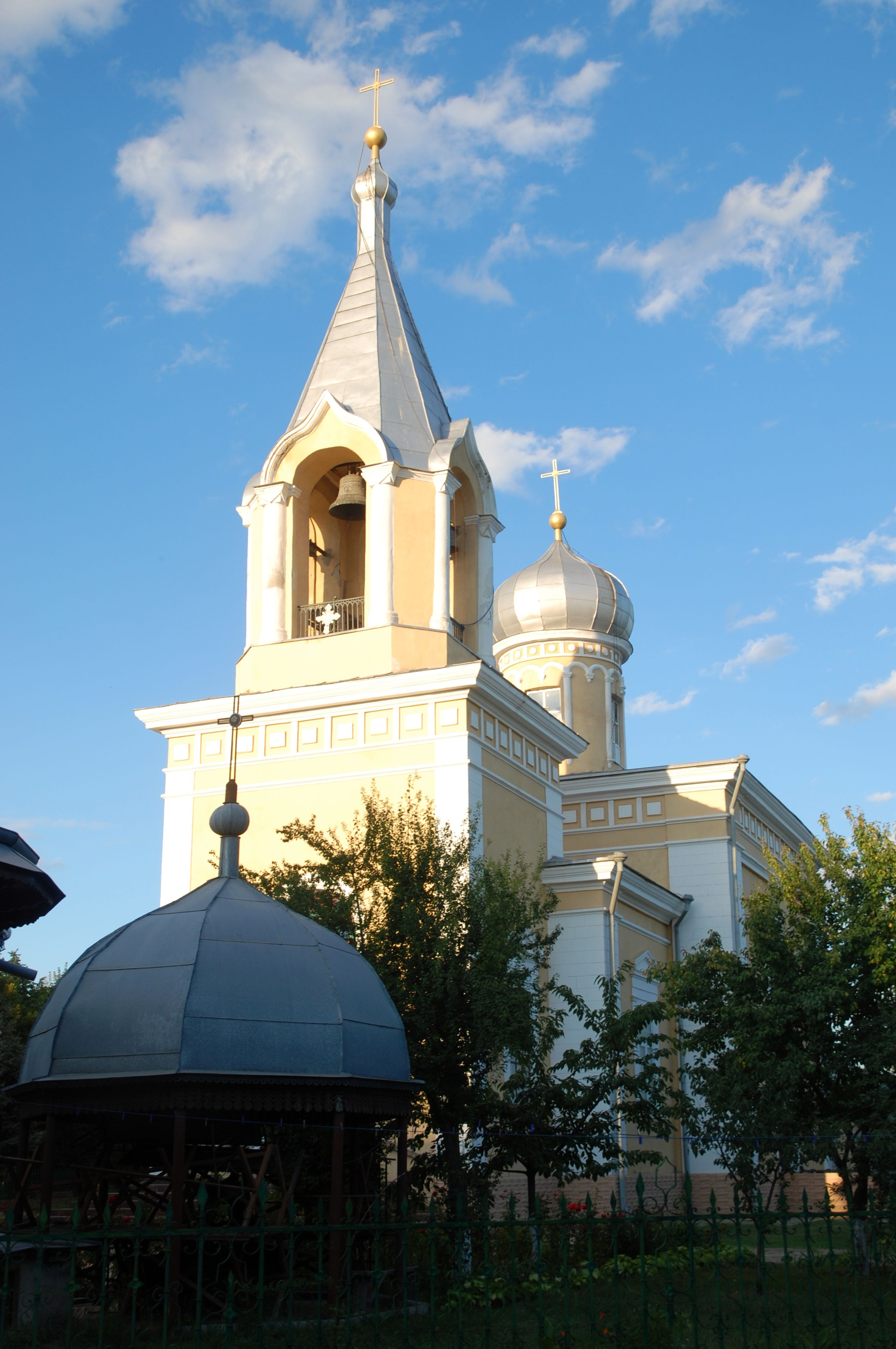
Erzengel-Michael-Kathedrale im Stadtpark

Die Straßen der gesamten Innenstadt sind weitgehend schachbrettförmig angelegt. An der nord-südlich verlaufenden Hauptstraße Calea Republicii bildet die Piața Independenței („Unabhängigkeitsplatz“, zur Erinnerung an den 27. August 1991) den zentralen Platz, der an seiner Ostseite von der neoklassizistischen Fassade der Bogdan-Petriceicu-Hasdeu-Universität begrenzt wird. Weitere öffentliche Gebäude um den Platz sind die Kreisverwaltung (Consiliul Raional Cahul) und das städtische Rathaus (Primăria Orașului Cahul). Das rumänische Konsulat, eines der drei im Land, liegt wenige Meter südlich des Platzes. An der Calea Republicii nach Norden folgen das Hauptpostamt, ein Casino (Las Vegas) und mehrere Banken.
Die gepflegte Allee Bulevardul Victoriei führt vom Unabhängigkeitsplatz nach Westen bis zum Stadtpark (Parcul Central), der eine quadratische Fläche von vier der üblichen Straßenfelder einnimmt. Der Park wurde 1923 eingerichtet und ist nach dem moldowischen Dichter Grigore Vieru (1935–2009) benannt. In der Parkmitte steht die 1850 errichtete Erzengel-Michael-Kathedrale. An ihrer Stelle befand sich ursprünglich eine Holzkirche, die nach den Quellen 1785 für den Heiligen Michael erbaut worden war. In den 1830er Jahren wurde die Holzkirche durch einen mit Schindeln gedeckten Ziegelbau ersetzt. Der Erzbischof von Chișinău und Hotin erklärte 1838 die Kirche zum Bischofssitz. Der russische Gouverneur von Bessarabien, Pawel Iwanowitsch Fjodorow (1791–1855), ließ 1844 eine neue und größere Kirche bauen, die 1850 fertiggestellt war. Während der sowjetischen Herrschaft war ab 1962 der Betrieb der Kirche eingestellt; zwischen 1970 und 1977 diente das Gebäude als Kunstgalerie und seit 1990 wieder neu restauriert als Kirche. Vor der Kirche steht auf einem Sockel eine 1989 aufgestellte Bronzebüste des moldauischen Woiwoden Johannes III. der Tapfere (Ioan cel Viteaz, 1521–1574). Ein erstes Denkmal für den Herrscher von 1937 wurde 1940 durch die sowjetischen Behörden entfernt. In der Nähe des Parks steht ein 1958 fertiggestelltes Regionalmuseum für Stadtgeschichte und Volkskultur sowie ein Theater für Musik und Schauspiel, das 1987 eröffnet wurde.
Die zweite Kirche der Stadt ist die zwischen 1882 und 1992 im Auftrag zweier Erzbischöfe von Moskau erbaute orthodoxe Kirche Acoperământul Maicii Domnului („Mariä Schutz und Fürbitte“). Die 32 Meter lange und 13 Meter breite Kreuzkuppelkirche besteht aus roten Ziegeln. Über dem Hauptraum erhebt sich ein achteckiger Tambour, der von einer Rundkuppel überdeckt wird. Ein zweigeschossiger überkuppelter Turm überragt den Eingangsvorbau. 1962 wurde die Kirche geschlossen und als Militärlager verwendet. Nach ihrer Restaurierung von 1989 bis 1994 dient sie heute wieder als Gotteshaus.
Die Eisenbahnlinie verläuft entlang der westlichen Bebauungsgrenze. Der Bahnhof liegt außerhalb der Stadt im Norden am Rand eines Wohnviertels mit dicht stehenden Einfamilienhäusern. Der kleine Frumoase-See im Nordosten entwässert über den gleichnamigen Bach, der in südwestlicher Richtung quer durch die Stadt dem Prut zufließt. Im Bachtal befindet sich unweit des Zentrums das aus sowjetischer Zeit stammende große Gebäude des Sanatoriums (Sanatoriul Nufărul Alb), das Kurgäste aus Moldau, Russland und den Nachbarländern anzieht. Das Mineralwasser ist schwefel-, jod- und bromhaltig und soll besonders bei rheumatischen Beschwerden und Hauterkrankungen helfen. Das Sanatorium mit angeschlossenem Hotel, Restaurant und Freizeitangeboten nahm 1984 seinen Betrieb auf, nachdem 1965 die 36 °C warmen Mineralwasservorkommen entdeckt worden waren.
Der Kurbetrieb spiegelt sich in einer relativ großen Zahl von Gaststätten und Cafés im Freien, vor allem entlang dem Bulevardul Victoriei. Es gibt drei Hotels im Zentrum und ein weiteres außerhalb im Süden. Neben der Universität existieren eine medizinische und eine pädagogische Fachhochschule, zwei sonstige höhere Bildungseinrichtungen und sechs weiterführende Schulen. Die meisten Industriebetriebe sind am südlichen Stadtrand angesiedelt.
Ein kleines eingeschossiges Gebäude in der Strada Eminesku 43a diente bis zur Vertreibung der jüdischen Einwohner 1941 als Synagoge. Nach dem Zweiten Weltkrieg waren ein Laden und eine Schule darin untergebracht. 1990 erhielt die verbliebene jüdische Gemeinde das Gebäude zurück und nutzt es als Versammlungsraum. Der 10.000 Quadratmeter große, von einer Mauer umgebene jüdische Friedhof in der Strada Karl Marx enthält etwa 1500 Grabsteine ab dem 19. Jahrhundert, von denen über drei Viertel umgestürzt oder zerbrochen sind. Der Bereich mit den neueren Grabsteinen wird gepflegt.

## Wirtschaft

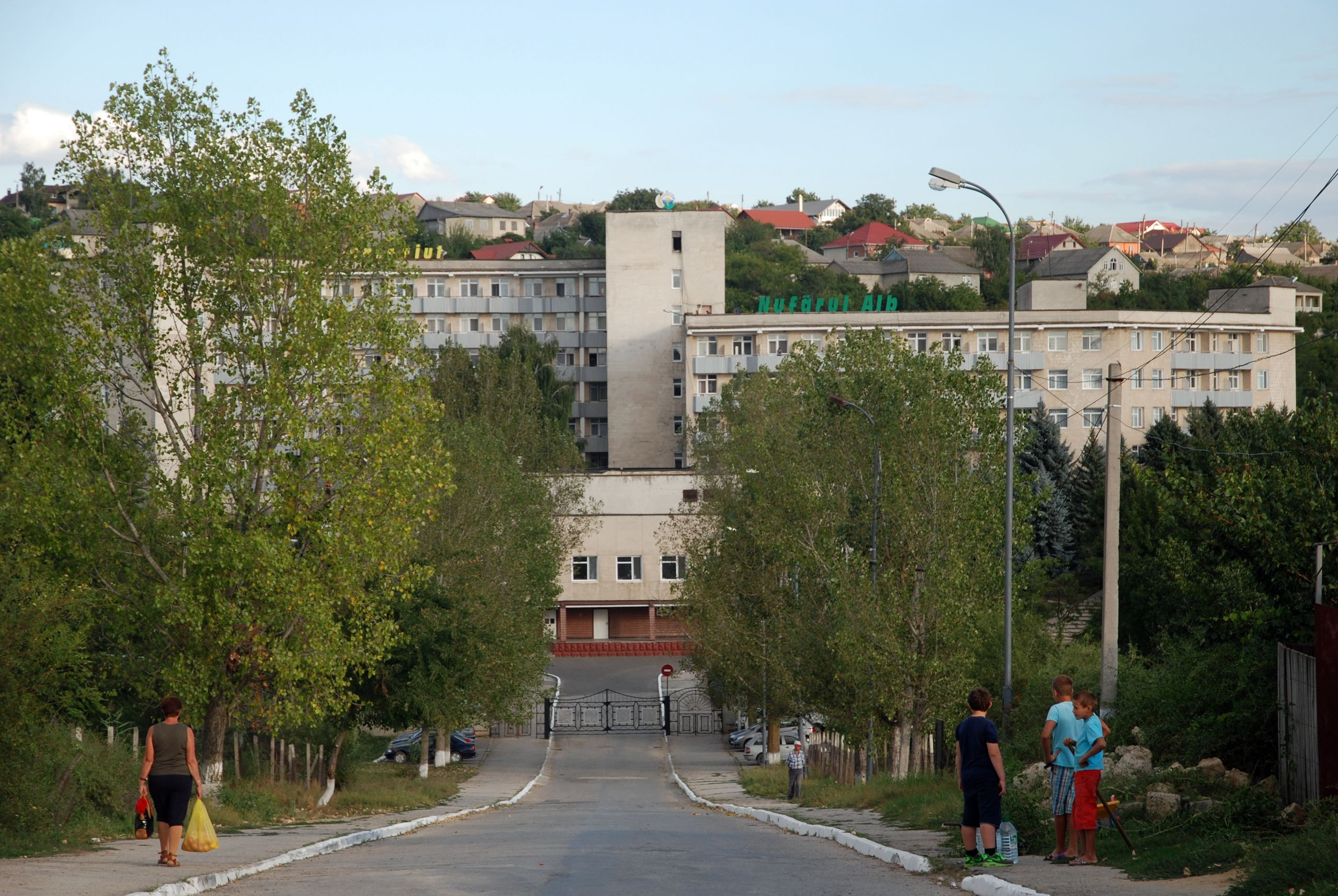
Sanatorium

Die Wirtschaft der Stadt ist diversifiziert und basiert neben dem Kurbetrieb auf Handel und Nahrungsmittelverarbeitung. Von den 94 Industriefirmen betreiben 48 Nahrungsmittelverarbeitung, zwei stellen Textilien und Schuhe her, neun gehören zum Baugewerbe und 35 sind unter Sonstiges gelistet (Zahlen von etwa 2011). Nach Angaben des Arbeitsamtes Cahul 2010 sind 50 Prozent der Einwohner (25.300) im erwerbsfähigen Alter (zwischen 16 und 61 Jahren) angestellt. Davon arbeiten 36 Prozent im Handels- und Dienstleistungssektor, 32 Prozent in den Bereichen öffentliche Verwaltung, Gesundheit und Erziehung und 20 Prozent in der verarbeitenden Industrie. Hinzu kommen 12 Prozent, die im Baugewerbe, Transport und im Finanzsektor tätig sind. Die Arbeitslosigkeit betrug 2010 rund 4,3 Prozent.
An erster Stelle im Bereich der Nahrungsmittelverarbeitung steht die Weinproduktion. Jährlich werden 12.000 bis 14.000 Tonnen Trauben zu über 10 Millionen Liter Wein verarbeitet. Eine Käsefabrik kann 70 Tonnen Molkereierzeugnisse produzieren, eine Großbäckerei hat eine Kapazität von 32 Tonnen Brot im Jahr.

## Söhne und Töchter der Stadt
- Boris Sachoder (1918–2000), russischer Schriftsteller und Übersetzer
- Borys Dorfman (1923–2022), jüdischer Schriftsteller
- Marina Livițchi (* 1956), Politikerin und Hochschullehrerin
- Vladimir Popov (* 1977), Gewichtheber
- Vika Jigulina (* 1983), Sängerin